# Bab Iskander

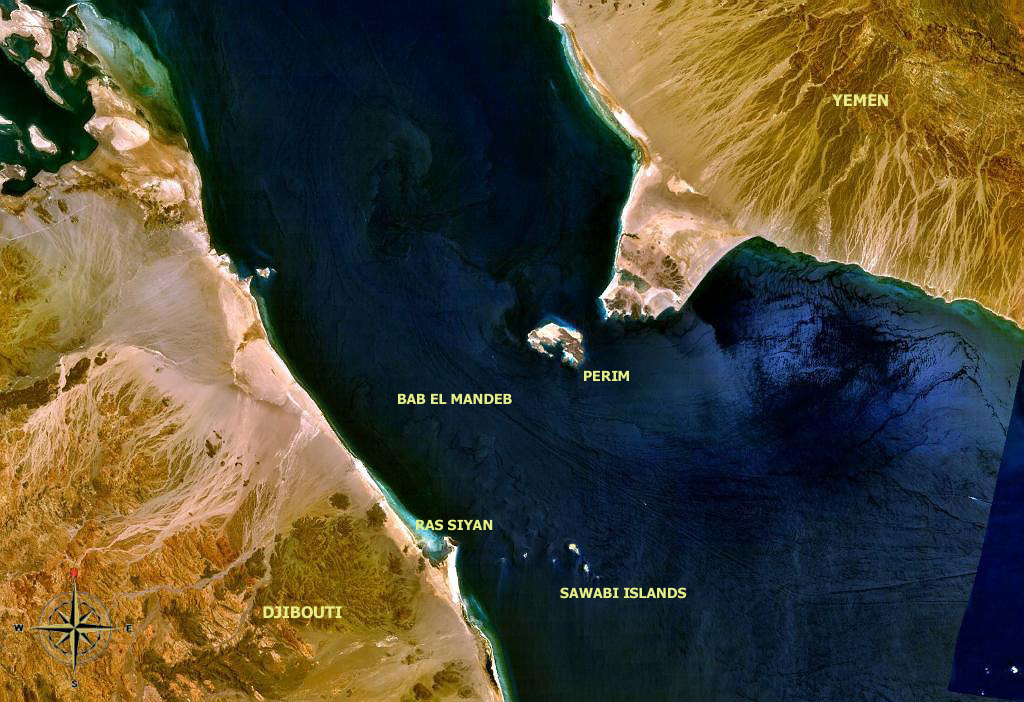
L'area del Bab el-Mandeb; il Bab Iskander è il tratto compreso tra l'isola di Perim e lo Yemen.

Il Bab Iskander (in arabo باب اسكندر‎? Stretto di Iskander, chiamato anche stretto orientale, il piccolo stretto, il piccolo passaggio o passaggio stretto), è la porzione orientale larga 3,2 km e profonda 16 braccia (29 m) dello stretto Bab el-Mandeb che separa Ras Menheli, nello Yemen, Penisola araba, da Ras Siyyan, Gibuti, nel Corno d'Africa. L'isola yemenita di Perim divide lo stretto in due canali,  Bab Iskander e Dact el-Mayun che è la più ampia parte occidentale.
La sezione occidentale dello stretto, detta Dact el-Mayun, ma indicata anche come stretto occidentale, grande stretto, grande passaggio o passaggio largo, ha un'ampiezza di 26 km e una profondità di 170 braccia (310 m). L'ampiezza complessiva dei due stretti è di 32 km. In prossimità della costa africana di Gibuti si trova un gruppo di piccole isole note come le "Isole dei Sette Fratelli".